# Neil Brooks
Neil Brooks (Crewe, 27 juli 1962) is een Australisch zwemmer.

## Biografie
Brooks werd geboren in het Verenigd Koninkrijk en verhuisde op vierjarige leeftijd naar Australië.
Tijdens de Olympische Zomerspelen van 1980 won Brooks de gouden medaille op de de 4x100m wisselslag, Brooks zwom de vrije slag.
Dit is tot en met 2021 de enige keer geweest dat de Amerikanen niet de 4x100m wisselslag wonnen. De Amerikanen waren afwezig vanwege een boycot.
Tijdens de Gemenebestspelen van 1982 won hij de gouden medaille op de 100m vrije slag en de 4x100m vrije slag en de 4x100m wisselslag.
Brooks won in 1984 de zilveren medaille op de 4x100m vrije slag en de bronzen medaille op de 4x100m wisselslag. Op de wisselslagestafette kwam hij alleen in actie in de series.

## Internationale toernooien
| Jaar | Olympische Spelen                                                   | Wereldkampioenschappen                   | Gemenebestspelen                                        |
| ---- | ------------------------------------------------------------------- | ---------------------------------------- | ------------------------------------------------------- |
| 1980 | 14e 100m vrije slag · 4x100m wisselslag                             |                                          |                                                         |
| 1981 |                                                                     |                                          |                                                         |
| 1982 |                                                                     |                                          | 100m vrije slag · 4x100m vrije slag · 4x100m wisselslag |
| 1983 |                                                                     |                                          |                                                         |
| 1984 | 4x100m vrije slag · 4x100m wisselslag · Brooks zwom enkel de series |                                          |                                                         |
| 1985 |                                                                     |                                          |                                                         |
| 1986 |                                                                     | 10e 100m vrije slag 7e 4x100m vrije slag |                                                         |

1960: McKinney, Hait, Larson, Farrell ·
1964: Mann, Craig, Schmidt, Clark ·
1968: Hickcox, McKenzie, Russell, Walsh ·
1972: Stamm, Bruce, Spitz, Heidenreich ·
1976: Naber, Hencken, Vogel, Montgomery ·
1980: Kerry, Evans, Tonelli, Brooks ·
1984: Carey, Lundquist, Morales, Gaines ·
1988: Berkoff, Schroeder, Biondi, Jacobs ·
1992: Rouse, Diebel, Morales, Olsen ·
1996: Rouse, Linn, Henderson, Hall ·
2000: Krayzelburg, Moses, Crocker, Hall ·
2004: Peirsol, Hansen, Crocker, Lezak ·
2008: Peirsol, Hansen, Phelps, Lezak ·
2012: Grevers, Hansen, Phelps, Adrian ·
2016: Murphy, Miller, Phelps, Adrian  ·
2020: Murphy, Andrew, Dressel, Apple  ·
2024: Xu, Qin, Sun, Pan
- Nationale Bibliotheek van Israël: 987007451323705171